# 용문고등학교 (서울)
용문고등학교(龍文高等學校)는 대한민국 서울특별시 성북구 안암동2가에 있는 사립 고등학교이다.

## 학교 연혁
- 1946년 11월 19일 : 성도중학교 창립, 개교 (초대 교장 최의순)
- 1949년 4월 26일 : 재단법인 겸산학원 설립 및 중학교 학급 증설, 전수과 설치 인가
- 1952년 11월 21일 : 학제 변경 의거 강문고등학교 설립 인가
- 1953년 1월 25일 : 제1대 김영욱 교장 취임
- 1953년 3월 26일 : 제1회 졸업식 거행
- 1953년 8월 4일 : 겸산학원 해산, 재단법인 강문학원으로 개칭
- 1956년 5월 25일 : 야간(2부) 설립 인가
- 1964년 4월 30일 : 창신동 교사에서 안암동 교사로 이전
- 1966년 12월 26일 : 임당 김문희 선생 학교 설립 인수
- 1969년 12월 10일 : 건평 2,800평 교사 5층 준공
- 1970년 3월 1일 : 학교법인 용문학원 및 용문고등학교로 교명 변경 인가
- 1971년 10월 1일 : 건평 800평 별관 준공, 운동장 5800평 확장
- 1972년 12월 7일 : 건평 408평 과학관 준공 및 제2 운동장 완성
- 1974년 3월 1일 : 학급 증설(1부 12학급, 2부 폐지)
- 1975년 3월 20일 : 건평 581평 체육관 준공
- 1986년 8월 19일 : 본관 도서실 준공
- 2002년 3월 22일 : 고등학교 신관 15학급 준공(총 48학급)
- 2003년 10월 10일 : 강신수련관 준공
- 2013년 10월 8일 : 대운동장 인조잔디 설치
- 2017년 3월 3일 : 화정 유승지 선생 이사장 취임
- 2020년 9월 1일 : 제21대 최낙원 교장 취임
- 2021년 1월 12일 : 고등학교 제69회 졸업식 거행(졸업생 누계 36,036명)

## 참고 자료
- 용문고등학교 - 한국교육학술정보원 학교알리미